# Anton Gottstein
Anton Gottstein (* 7. Dezember 1893 in Oberhohenelbe, Österreich-Ungarn, heute Teil von Tschechien; † 22. August 1982 in Vrchlabí) war ein tschechoslowakischer Skilangläufer.
Gottstein, der für den ČKSS Jilemnice startete, belegte bei den Olympischen Winterspielen 1924 in Chamonix den 18. Platz über 18 km und den 14. Rang über 50 km. Im folgenden Jahr errang er bei den Nordischen Skiweltmeisterschaften in Janské Lázně den 22. Platz über 50 km.